# Camptoceras rezvoji
Camptoceras rezvoji é uma espécie de gastrópode  da família Planorbidae.
É endémica de Japão.